# Altaussee
Altaussee is een gemeente in de Oostenrijkse deelstaat Stiermarken, en maakt deel uit van het Bezirk Liezen.

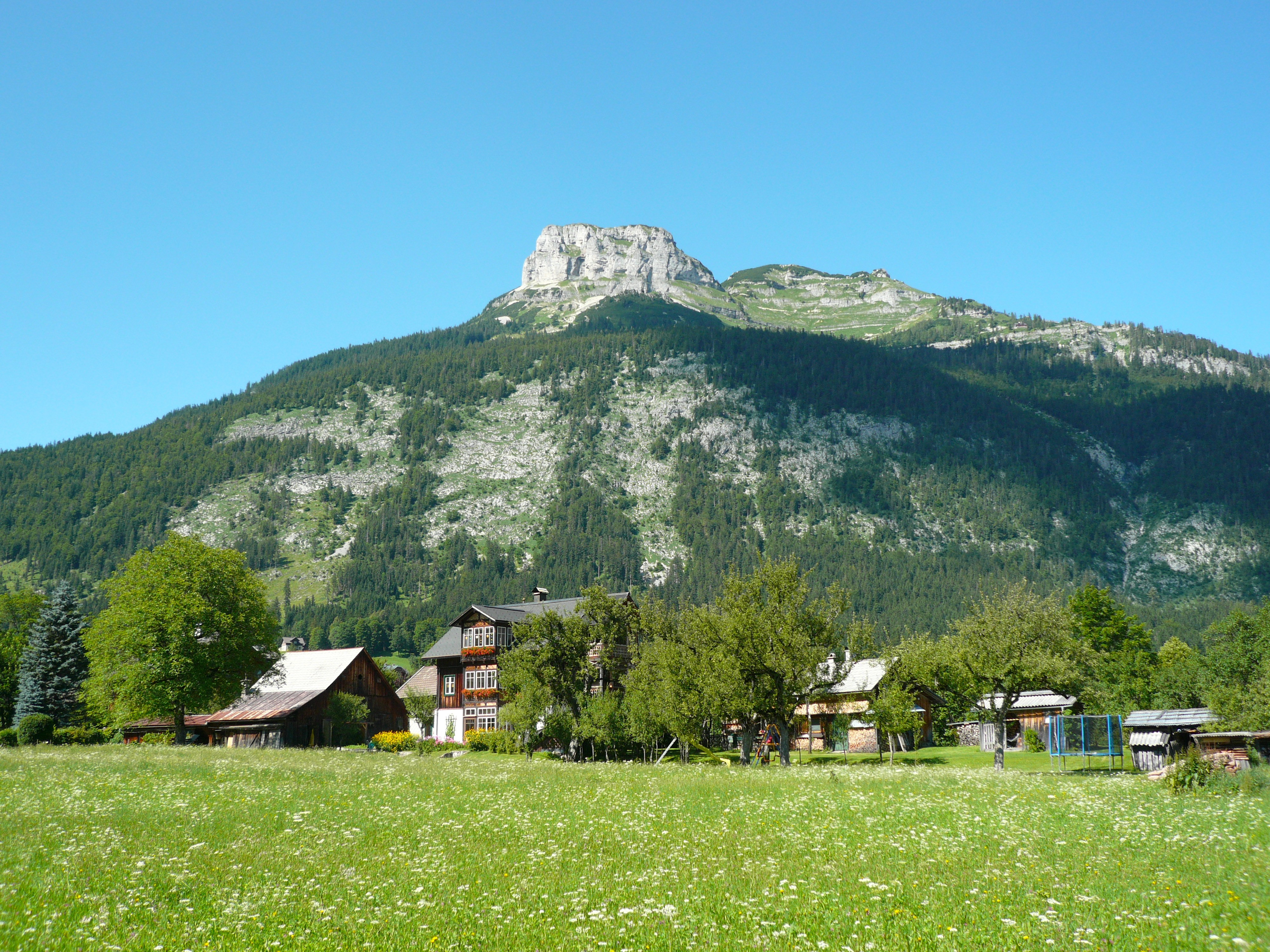
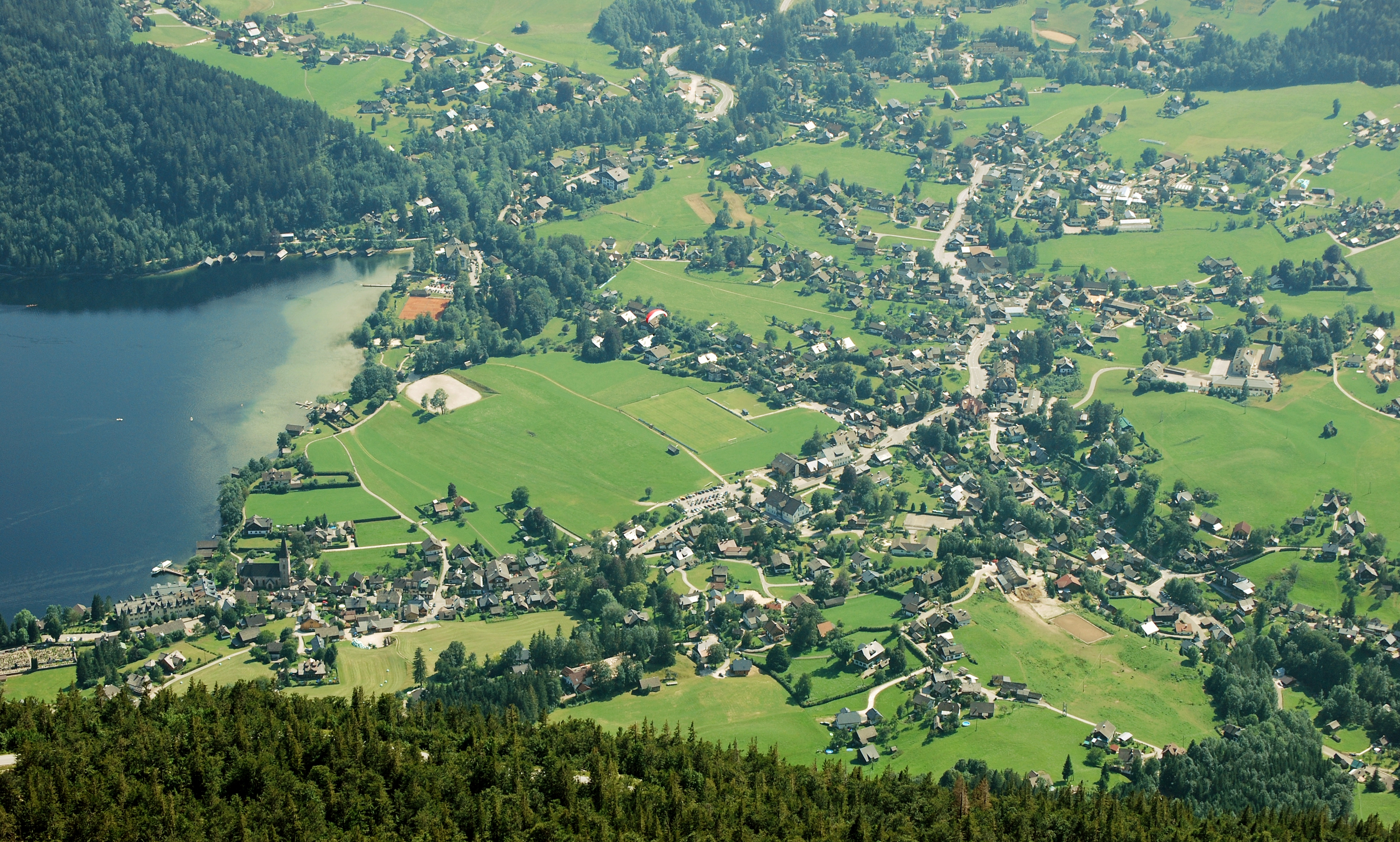
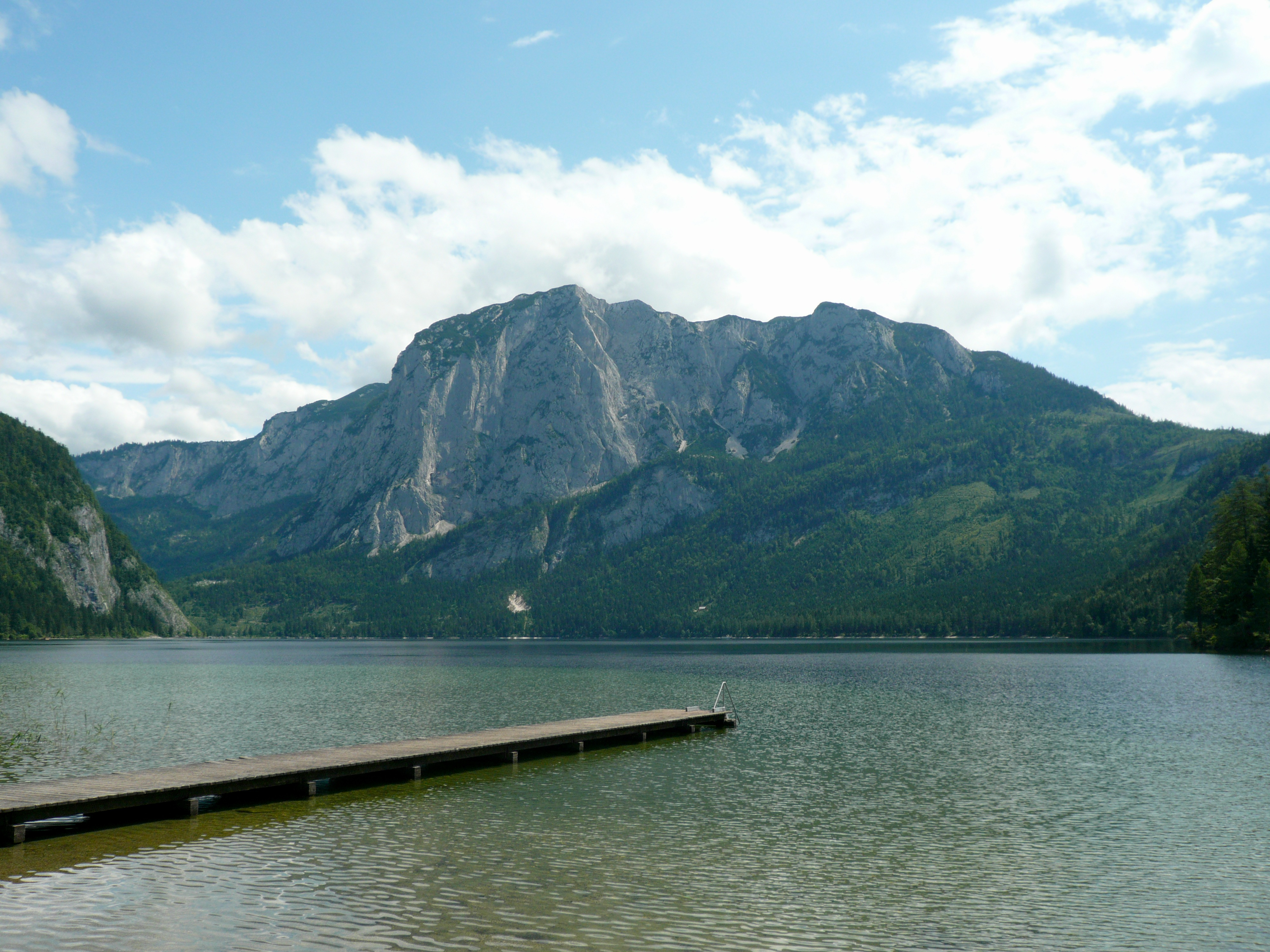
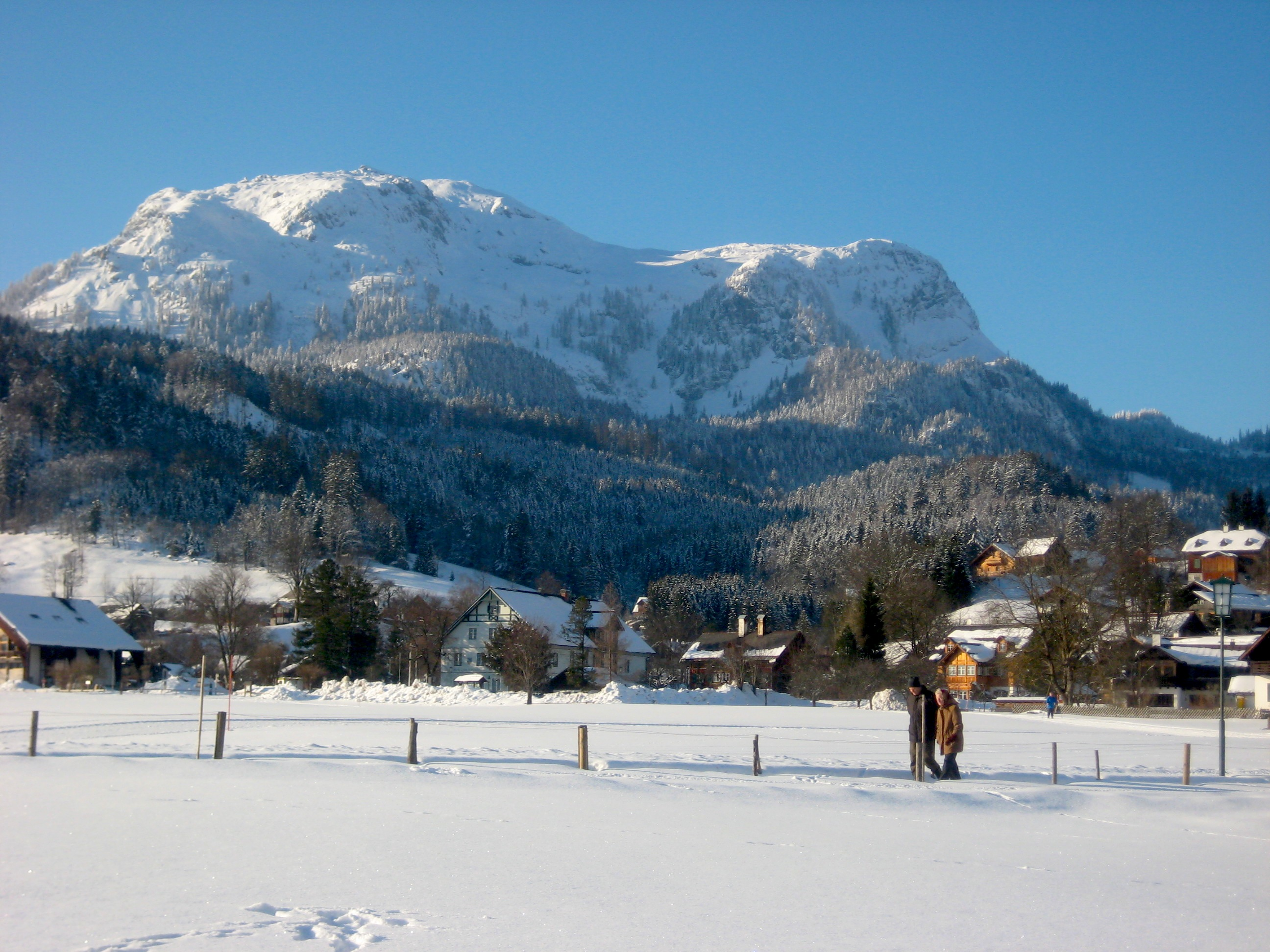
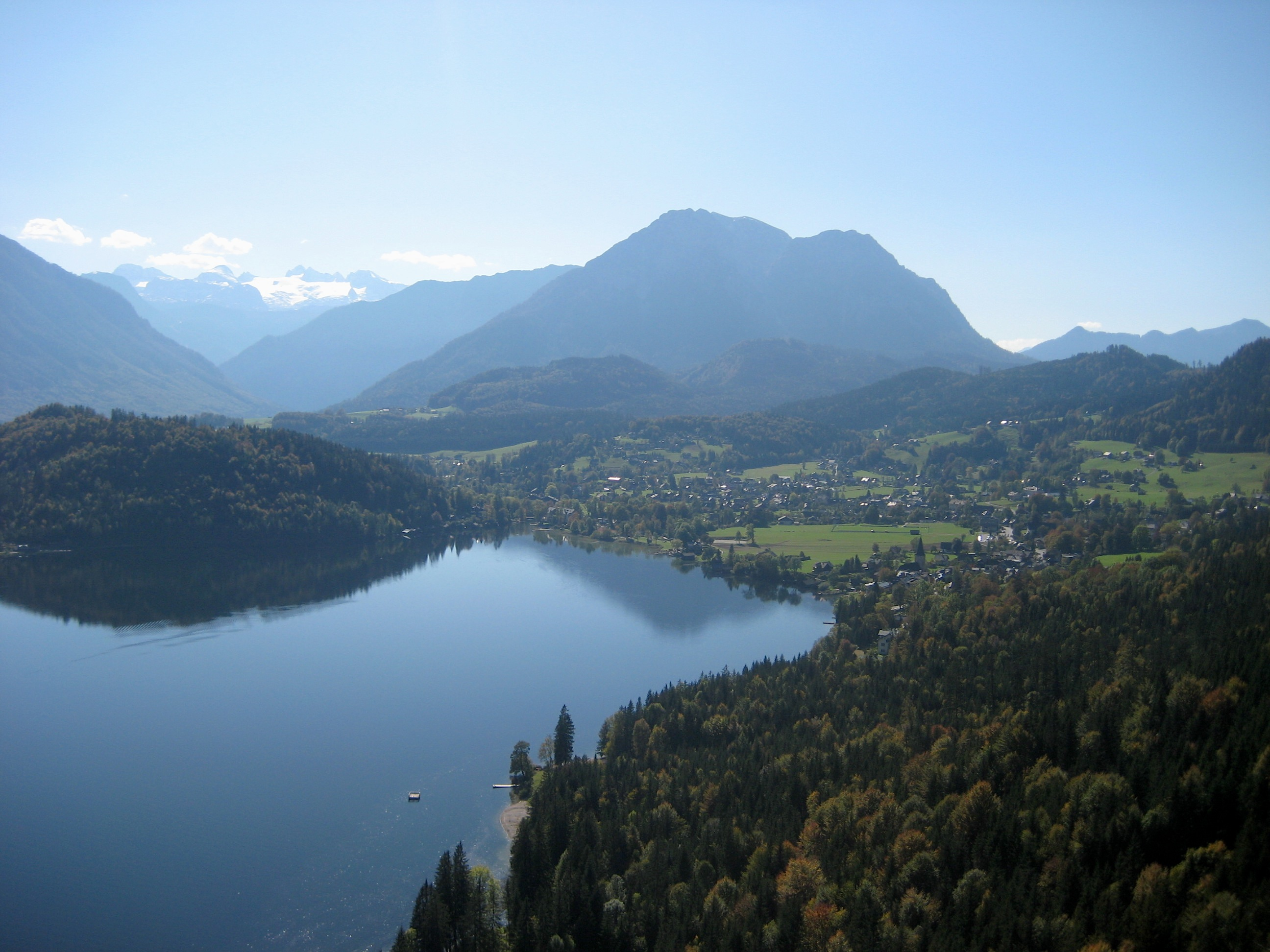
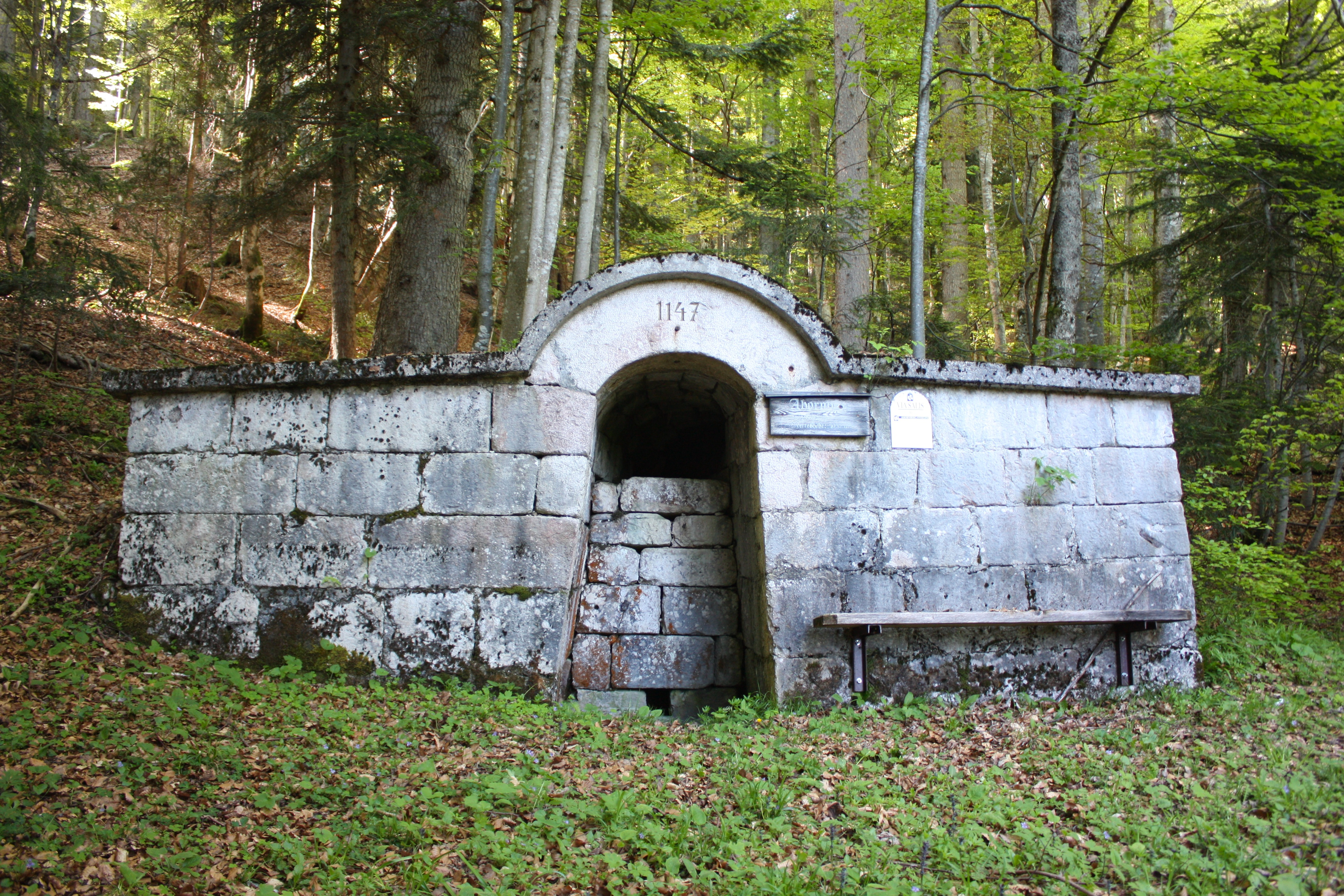
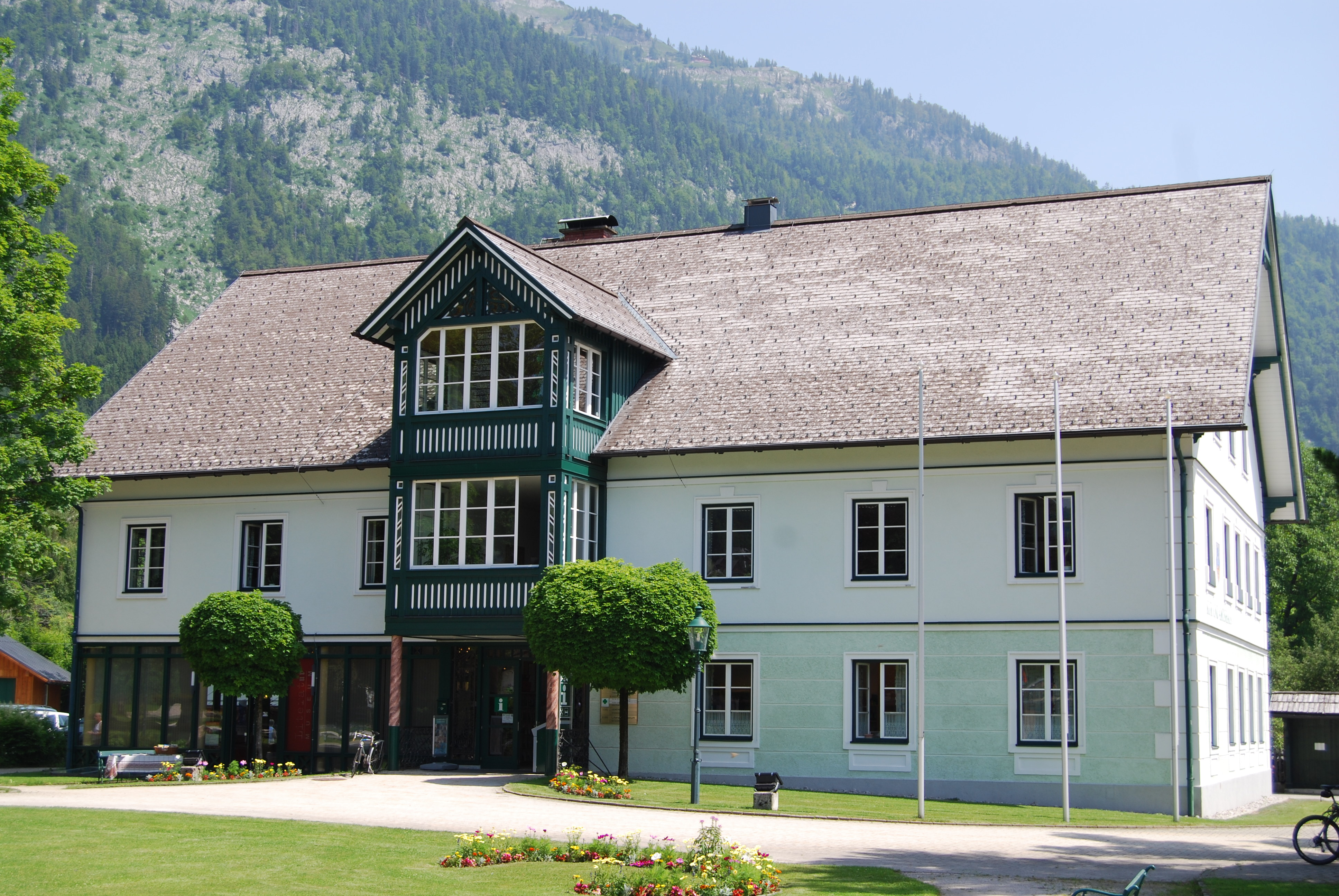
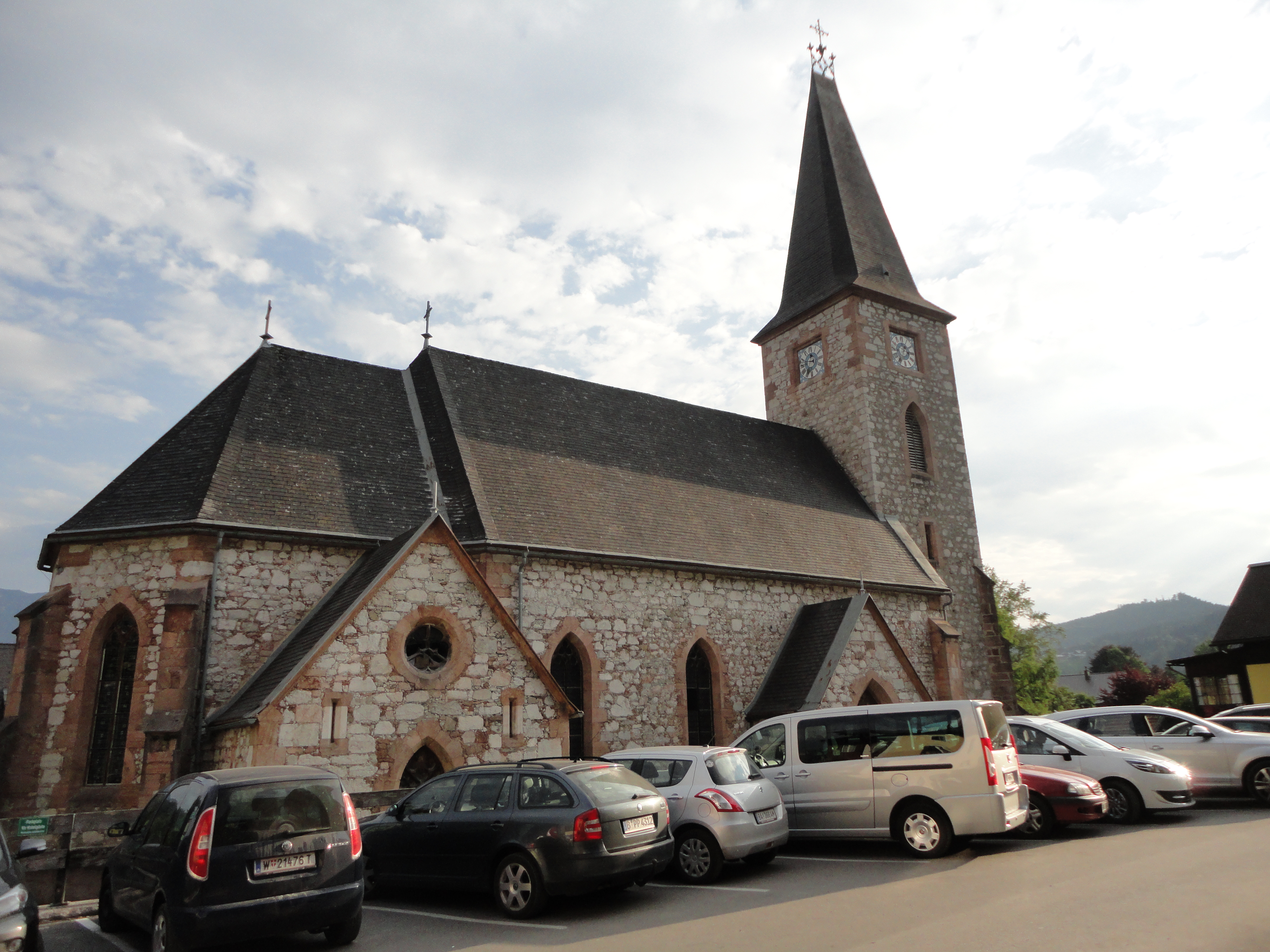
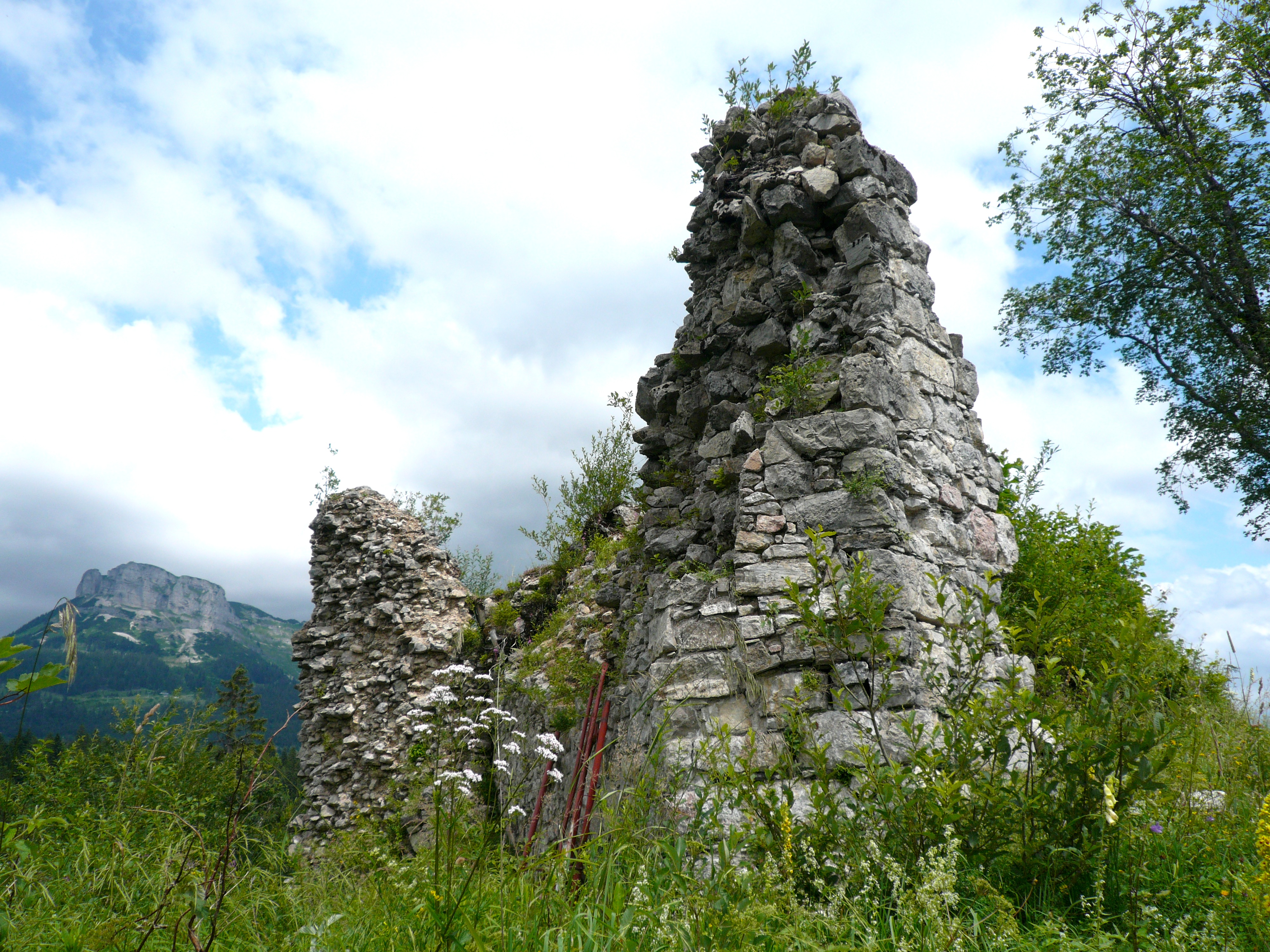
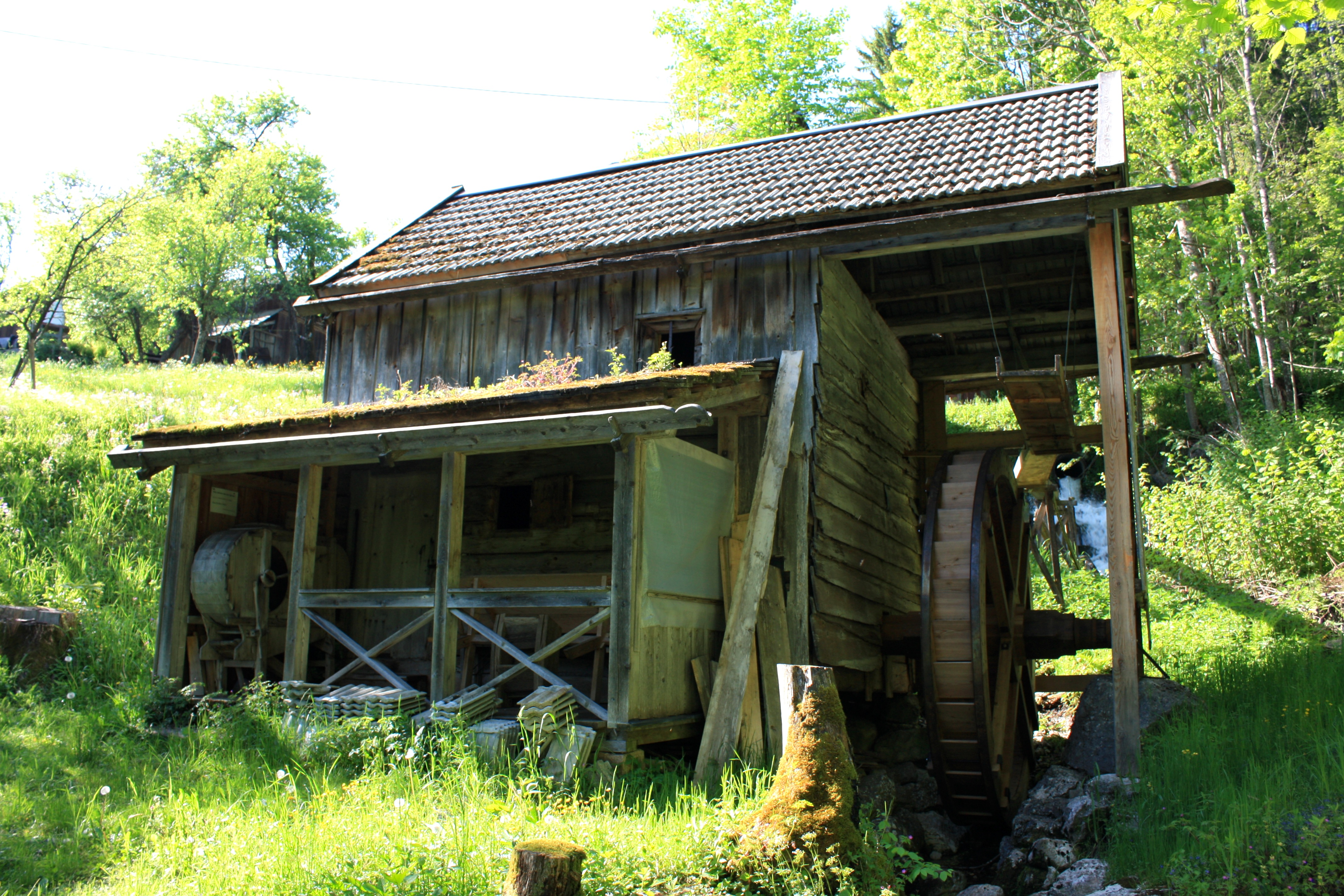

Altaussee telt 1.912 inwoners.
Admont ·
Aigen im Ennstal ·
Altaussee ·
Altenmarkt bei Sankt Gallen ·
Ardning ·
Bad Aussee ·
Bad Mitterndorf ·
Gaishorn am See ·
Grundlsee ·
Irdning-Donnersbachtal ·
Landl ·
Lassing ·
Liezen ·
Rottenmann ·
Sankt Gallen ·
Selzthal ·
Stainach-Pürgg ·
Trieben ·
Wildalpen ·
Wörschach
Politische Expositur Gröbming:
Aich ·
Gröbming ·
Haus ·
Michaelerberg-Pruggern ·
Mitterberg-Sankt Martin ·
Öblarn ·
Ramsau am Dachstein ·
Schladming ·
Sölk
- Gemeinsame Normdatei: 4464879-0
- Library of Congress Control Number: n78088201
- Nationale Bibliotheek van Tsjechië: xx0154441
- Nationale Bibliotheek van Israël: 987007550242205171
- Virtual International Authority File: 139537522